# Phono-Cinéma-Théâtre

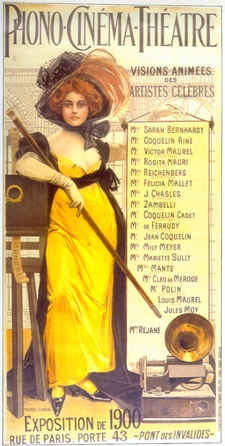
Cartell amb Sarah Bernhardt i altres noms d'actrius famoses que apareixien a Visions Animées a l'Exposició de París de 1900 utilitzant aquest sistema.

El Phono-Cinéma-Théàtre és un sistema de projecció cinematogràfica desenvolupada a finals del segle xix per Henri Lioret i Clément-Maurice Gratioulet. Consistia en la sincronització de les veus dels actors, gravades prèviament a partir d'un fonògraf, amb les imatges projectades. Per tant, és la combinació del fonògraf i del cinematògraf.Al projectar-se les imatges, moltes d'elles pintades a mà, el projeccionista sincronitzava les veus en directe. Aquesta activitat es duia a terme a un pavelló especial.
Mostrava els artistes més reconeguts de l'època, procedents de la Comédie Française, així com teatres de vodevil, sales de música i circ, que representaven les actuacions més reconegudes de l'època. Es podia veure obres com Footit i Chocolat del Moulin Rouge. Un altre exemple és la representació per part de Jean Coquelin, reconegut actor de l'època, del primer gran èxit de Molière, Les Précieuses ridicules (1659)
És considerat com un dels antecedents del cinema sonor.

## Funcionament
El rodatge era realitzat per part de Clément-Maurice, a partir d'una càmera de 35 mm amb perforació central o dues perforacions laterals. Les preses d'àudio eren enregistrades posteriorment per part de Gaumont. El fonògraf utilitzat era l'inventat per Henri Lioret, format per quatre cilindres, i amb una capacitat de funcionament de quatre minuts. Més endavant, aquest fonògraf va ser reemplaçat pel fonògraf de Pathé.

## Història
El 27 de desembre de 1899, l'enginyer Paul Decauville va aconseguir que se li concedís un espai a l'Exposició Universal de París de 1900, situada a la rue de París, prop del pont dels Invàlids. La societat Phono-Cinéma-Théâtre va sorgir el 2 de març de l'any 1900. L'actriu Marguerite Vrignault, fundadora del projecte, va ser anomenada directora artística. La sala de projeccions del Phono-Cinéma-Théâtre va ser construït per l'arquitecte René Dulong a partir dels dissenys de "Pavillon frais", dels jardins de Versailles, construït l'any 1751.
L'estrena Phono-Cinéma-Théâtre va tenir lloc el 28 d'abril de 1900 a l'Exposició de París. Els operadors de màquina van ser Georges i Léopold Maurice, els fills de Clément-Maurice; la sincronització va ser realitzada manualment pels projeccionistes, que constantment havien d'ajustar la velocitat de projecció per tal de mantenir la sincronització entre la imatge i el so. Malgrat el gran renom dels actors que hi participaven, la projecció no va tenir gran èxit, i la companyia no va rebre un gran finançament, fet que va desencadenar la dissolució d'aquesta el 26 de novembre de 1901. Tot i això, no va impedir que aquesta actuació continués arreu d'Europa.
Les pel·lícules del Phono-Cinéma-Théâtre van ser redescobertes de nou per casualitat el 1961. 24 negatius i una còpia positiva, corresponent a 18 títols diferents, es van trobar a la Cinémathèque Française el 1961. El 2010, la Cinémathèque Française va decidir restaurar aquesta col·lecció. Amb aquesta voluntat, la Cinémathèque Française va acudir a l'expert Henri Chamoux, qui va crear l'archéophone, un dispositiu capaç de llegir i gravar cilindres danyats. Gràcies a la digitalització, es va aconseguir sincronitzar de nou algunes pel·lícules. Alguns dels negatius encara es troben en una condició notable.

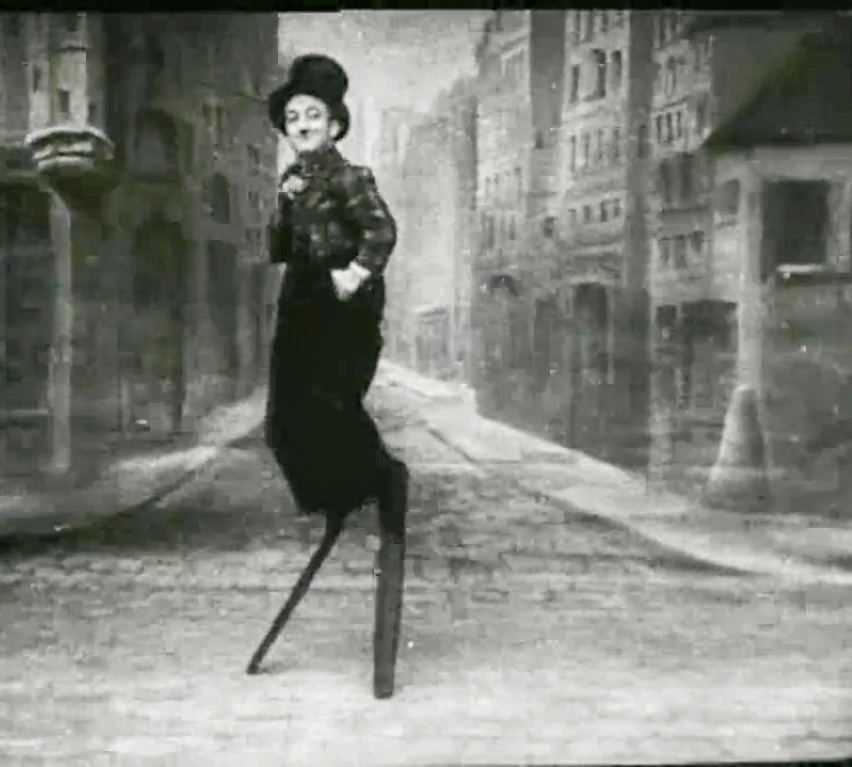
El comediant Little Tich representant la seva "dansa dels preus grans". Gravat el 1900 per Clément Maurice.

## Pel·lícules més destacades
- Cid, Le (La Habanera)
- Enfant prodigue
- Hamlet, scène du duel
- Little Tich